# Generatie latte
Generatie latte is het etiket waarmee opinieblad Vrij Nederland in 2017 een jonge generatie schrijvers presenteerde, die bestaat uit overwegend Nederlandse en enkele Vlaamse auteurs die in de jaren 2010 debuteerden en in meerderheid geboren is vanaf het begin van de jaren tachtig van de twintigste eeuw. De benaming is van literatuurcriticus Jeroen Vullings, die zich inspireerde op een uitspraak van uitgever Joost Nijsen. Kenmerkend voor de generatie is niet een gemeenschappelijke thematiek, maar de omstandigheden: het grote aantal auteurs en hun multimediale, met name digitale, oriëntatie en manifestatie. In literair opzicht valt vooral het gebrek aan stilistische ontwikkeling op.

## Traditie
In 1990 verscheen de bloemlezing 25 onder 35 waarin samenstellers Jessica Durlacher, Peter Elberse en Joost Zwagerman 25 auteurs die destijds jonger dan 35 waren presenteerden. In 2006 verscheen een bloemlezing volgens hetzelfde concept, nu samengesteld door Said El Haji en Annelies Verbeke. De Jonge Schrijvers Gids zet deze traditie voort, zij het dat het grote aantal auteurs de samenstellers noopte tot een uitbreiding naar 35 schrijvers en het criterium 'onder de 35' niet strikt nageleefd wordt.

## Ontstaan van de term
In 2017 publiceerde maandblad Vrij Nederland een overzicht van Nederlandse auteurs onder de 35 jaar. Literatuurcriticus Jeroen Vullings vroeg andere critici, uitgevers en hun redacteuren, en literatuurwetenschappers naar hun beeld van de jongste generatie. Het etiket latte-generatie ontleende hij aan een uitspraak van uitgever Joost Nijsen, die de schrijversgeneratie ziet als exemplarisch voor een breder verschijnsel:
Door de hele Nederlandse samenleving heen valt met name bij jonge autochtone Nederlandse mannen een gebrek aan ambitie op. Het lijkt soms wel of ze liever gloriëren als behendig berijder van bakfiets, dito drager van baardje en drinker van juist geserveerde caffè latte, dan in hun loopbaan. Vrouwen leggen veel meer ambitie en dadendrang aan de dag.
Nijsen noemde vrouwen wel "minder overweldigend ambitieus" dan de voorafgaande generatie van Joost Zwagerman, Ronald Giphart en Arnon Grunberg. Criticus Arjan Peters noemde de mannelijke auteurs 'bedeesder of bleker' dan de vrouwelijke.
Vullings voorzag zijn term van de ondertitel: 'Softe buitenkant, verrassend harde kern', die bedoeld is om aan te duiden dat er wel erg veel aanstormende schrijvers zijn, maar "de talenten vormen een sterk klein groepje". Volgens de redactie van de gids is het geen belediging: Geen belediging, "want de échte Italiaanse latte is zacht van buiten en bezit een verrassend harde kern".

## Kenmerken
De leden van deze generatie hebben enkele gemeenschappelijke kenmerken die hen onderscheidt van eerdere generaties. Het belangrijkste kenmerk is volgens Vullings de combinatie van enerzijds teruglopende verkoopcijfers van literatuur en anderzijds een ongekend grote hoeveelheid aanstormende jonge schrijvers, waardoor een survival of the fittest onvermijdelijk is geworden en elke auteur doordrongen is van het besef met elk boek opnieuw te moeten laten zien boven de anderen uit te steken om nog op te vallen. Een tweede kenmerk is de sterke concentratie op en vertrouwdheid met de digitale media, die volgens uitgeefster Tilly Hermans ten grondslag ligt aan de algemeen karige schrijfstijl met korte zinnen. Vullings zelf spreekt van een 'simpele, alledaagse, vrijwel bijzinloze stijl'. De generatie kent dan ook weinig echte smaakmakers. Een derde kenmerk, aldus Hermans, is de veelzijdigheid van de generatie. Veel auteurs doen niet alleen aan schrijven, maar ook aan filmen, aan muziek of aan performen. Deze nevenactiviteiten staan enerzijds de concentratie op het schrijven in de weg, maar kunnen anderzijds de aandacht voor het werk bevorderen. Een vierde kenmerk is dat de generatie latte niet wacht op aandacht van de pers, maar via Facebook en optredens op festivals direct contact met het publiek legt. Een vijfde kenmerk is volgens literatuurwetenschapper Yra van Dijk de sterke oriëntatie op de Angelsaksische wereld, waardoor auteurs als Zadie Smith of Teju Cole de maatstaf vormen waaraan men zich spiegelt. Ook Suzanne Holtzer van De Bezige Bij merkt op dat de 'slagschaduw' van de naoorlogse Grote Drie bij deze generatie is uitgewerkt.

## Auteurs
De uitgave is met vier verschillende omslagen verschenen, zodat lezers de keuze hebben uit een omslag met Thomas Heerma van Voss, Nina Polak, Raoul de Jong of Lieke Marsman. De auteurs die in het inleidende artikel van Vullings door meerdere ondervraagden genoemd werden als literair talent waren Hanna Bervoets, Maartje Wortel, Wytske Versteeg, Lize Spit, Marieke Lucas Rijneveld, Merijn de Boer, Joost de Vries en Daan Heerma van Voss. Vijf van deze aldus meest erkende talenten maken geen deel uit van de 35 profielen en tekstfragmenten. 'Het overzicht is niet op kwaliteit,' zegt het redactionele voorwoord hierover.
De prozaïsten zijn: Thomas Heerma van Voss, Tjeerd Posthuma, Shira Keller, Peter Zantingh, Noor Spanjer, Raoul de Jong, Femke Schavemaker, Willem Claassen, Gerda Blees, Tomer Pawlicki, Lucas de Waard, Aafke Romeijn, Haro Kraak, Erik Rozing, Eva Meijer, Nina Polak, Emy Koopman, Bette Adriaanse, Ties Teurlings, Thomas Olde Heuvelt, Thomas van Aalten, Sytske van Koeveringe, Simon(e) van Saarloos, Maurits de Bruijn, Daan Doesborgh, Sander Kok, Jaap Robben.
Er is één essayist: Jan Postma.
De dichters zijn: Lieke Marsman en Vicky Francken. Gerda Blees en Daan Doesborgh publiceren zowel proza als poëzie.
Vlaamse generatiegenoten zijn: Heleen Debruyne, Frederik Willem Daem, Aya Sabi.